# گوردخمه اورجک
گوردخمه اورجک مربوط به دوره مادها است و در شهرستان ماهنشان، بخش مرکز ی، دهستان اوریاد، ۲۰۰ متری غرب روستای اورجک واقع شده و این اثر در تاریخ ۲۷ بهمن ۱۳۸۷ با شمارهٔ ثبت ۲۴۵۷۸ به‌عنوان یکی از آثار ملی ایران به ثبت رسیده است.